# Merl Lindsay
Merl Lindsay (* 12. Dezember 1915 in Oklahoma City, Oklahoma, als Merle Lindsay Salathiel; † 12. Oktober 1965) war ein US-amerikanischer Country-Musiker. Lindsay war in Oklahoma und Kalifornien ein bekannter Vertreter des Western Swings und leitete seine eigene Band, die Oklahoma Night Riders.

## Leben

### Kindheit und Jugend
Merl Lindsay wurde 1915 in Oklahoma City als eines von acht Kindern geboren. Lindsay wuchs in einer musikalischen Familie auf; seine Eltern spielten Instrumente und mehrere seiner Geschwister wurden später ebenfalls professionelle Musiker. Sein Vater, C.E. Salathiel, besaß eine Tanzhalle in Oklahoma City, in der Lindsay ab 1936 mit seinem Vater spielte.

### Karriere
Zwei Jahre später gründete Lindsay seine eigene Band, die Barnyard Boys, mit der er 1941 nach Kalifornien zog. Dort änderte er seinen Namen von Merle Salathiel zu Merl Lindsay und benannte seine Band in die Oklahoma Night Riders um. An der Westküste konnte er seine Popularität stark erhöhen und wurde schnell zu einer festen Größe in der dortigen Country-Szene. In Compton, Kalifornien, trat er regelmäßig in seiner eigenen Tanzhalle auf und war über KMTR (Los Angeles) und KXLA (Pasadena) zu hören. Zudem wirkte Lindsay in einigen Western des Musikers und Schauspielers Jimmy Wakely mit. Im Februar 1946 spielten Lindsay und die Oklahoma Night Riders ihre ersten Platten für 4 Star Records in Hollywood ein. Im Juni 1946 folgte eine weitere Session für 4 Star. Während Lindsay in Kalifornien arbeitete, waren Musiker wie Jimmy Pruett (Klavier) oder Terry Fell (Kontrabass) Mitglieder seiner Band.

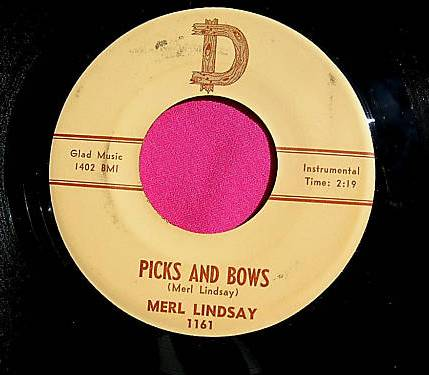
Picks and Bows, 1960

1947 verlagerte Lindsay seine Basis wieder nach Oklahoma City, wo er mit den Oklahoma Night Riders über WKY zu hören war und zunächst auch in der Tanzhalle seines Vaters auftrat. Als diese noch im selben Jahr abbrannte, war er in verschiedenen anderen Hallen in der Umgebung zu sehen, bevor er seinen eigenen Lindsay Land Ballroom eröffnete. Kurz nach seiner Ankunft in Oklahoma City machte Lindsay mit den Oklahoma Night Riders weitere Aufnahmen für Bullet Records. Neben Radioauftritten bekam er auch eine eigene Fernsehshow. 1957 wurden Lindsay und seine Band von Red Foley für dessen Show Ozark Jubilee als Hausband engagiert, woraufhin Lindsay die Band in Ozark Jubilee Boys unbenannte. Auch Platten wurden immer wieder eingespielt – 1957 auf Hu-Se-Co Records und 1961 auf D Records versuchten sich Lindsay und seine Band auch am Rock ’n’ Roll. Die Singles für D gehören zu Lindsays letzten Aufnahmen.
Merl Lindsay starb 1965 an Krebs in seiner Heimatstadt Oklahoma City. Er wurde auf dem Sunnylane Cemetery in Del City, Oklahoma, beigesetzt. 1992 wurde er postum in die Western Swing Society Hall of Fame aufgenommen. Die Oklahoma Night Riders hatten zwischen 1941 und ihrem Ende viele durchaus talentierte Musiker als Mitglieder, die beispielsweise auch für Bob Wills, Johnnie Lee Wills, Leon McAuliffe oder Hank Thompson. Wanda Jackson und Norma Jean beispielsweise begannen ihre Karriere als Sängerinnen der Oklahoma Night Riders. Lindsay selbst spielte Fiddle in der Band und sang nur von Zeit zu Zeit.

## Diskografie
| Jahr                  | Titel | #        | Anmerkungen                                |
| --------------------- | --- | -------- | ------------------------------------------ |
| Veröffentlichte Titel | |          |                                            |
| 4 Star Records        | |          |                                            |
| 1946                  | Me Shimmy Shakin’ Daddy / Please, Don’t Turn Your Back on Me                                                                                                  | 1064     |                                            |
| 1946                  | Gotta Litle Red Wagon / Don’t Break Your Heart for My Sake | 1065     |                                            |
| 1946                  | Water Baby Blues / Mammy’s Lullaby | 1117     |                                            |
| 1946                  | We’ve Said Goodbye / As Cotton Sack Drag | 1118     |                                            |
| 1948                  | Lonesome Okie Going Home / Don’t Say Goodbye | 1255     |                                            |
| 1948                  | You Can Be True, Dear / Baby Buggy Boogie | 1256     |                                            |
| Bullet Records        | |          |                                            |
| 1947                  | When You Come Home Again / It’s Been Too Late Too Long | 643      |                                            |
| 1947                  | What’s to Become of Me / You Laughed at My Tears | 644      |                                            |
| 1947                  | Old Timey Christmas / Safety Pin Rag Bullet | 647      |                                            |
| 1948                  | A Plain Talkin’ Man from the West / Your Troubles are My Troubles                                                                                             | 658      |                                            |
| Skyline Records       | |          |                                            |
| 1949 (?)              | Rendezvous with a Rose / Is It True | M-73     |                                            |
| Cormac Records        | |          |                                            |
| 1950                  | Slidin’ Steel / Blue Mary | CRS-1093 |                                            |
| 1950                  | Is It Too Late to Say I’m Sorry? / Stealin' Sugar | CRS-1094 |                                            |
| 1950                  | Calico Heart / Lindsay Waltz | CRS-1140 |                                            |
| 1950                  | Pink Champagne / A Little Bit Old Fashioned | CRS-1141 |                                            |
| MGM Records           | |          |                                            |
| 1950                  | Is It Too Late to Say I’m Sorry? / Stealin' Sugar | K10795   | Wiederveröffentlichung von Cormac CRS-1140 |
| 1950                  | Mog Rag Boogie / All Over Nothing at All | K10846   |                                            |
| Staff Records         | |          |                                            |
| 1951 (?)              | Turner Turnpike / I Live for You | 322      |                                            |
| 1951 (?)              | Spanish Eyes / Don’t Let Go | 324      |                                            |
| Mercury Records       | |          |                                            |
| 1952                  | Empty Mansions / You Crossed Your Fingers (While I Crossed My Heart)                                                                                          | 6402×45  |                                            |
| 1952                  | Grade “A” Pasteurized / Eager Beaver | 6417×45  |                                            |
| 1953                  | Singing Water Baby Blues / Cotton Pickin' Boogie | 70117×45 |                                            |
| Hu-Se-Co Records      | |          |                                            |
| 1957                  | Gonna Learn to Rock / Tonight’s the Night for Love | 1-757    | mit Doyle Madden                           |
| D Records             | |          |                                            |
| 1958                  | Stealin’ Sugar / Hoy Ray | 1028     |                                            |
| Shasta Records        | |          |                                            |
| 1959                  | Born to Lose / Tight Slacks | 45-117   |                                            |
| 1959                  | Pistol Packin’ Mama / The Saddest Eyes | 45-123   |                                            |
| D Records             | |          |                                            |
| 1959                  | Stolen Kisses / Is It Too Late | 1106     |                                            |
| 1960                  | Picks and Bows / Let’s Go Dancing | 1161     |                                            |
| 1960                  | Hey Hey Little Boy / Rockin' Water Baby | 1164     |                                            |
| 1960                  | EP - DJ’s Hop - Water Baby Ride - Turnpike Cruise - Mean Time                                                                                                 |          |                                            |
| 1962                  | Tied to the Bottle / She’s the One for Me | 1231     |                                            |
| Unbekanntes Label     | |          |                                            |
|                       | Californio / Tarantula | 724      |                                            |
| Sonstige Aufnahmen    | |          |                                            |
| 1947                  | - Spanish Polka | Bullet   | unveröffentlicht                           |
| 1949 (?)              | - Water Baby Blues - Steel Guitar Rag - Sentimental Journey - Lonesome Hearted Blues - One Sweet Letter from You - Lindsay Waltz - Your Heart is Breaking Too |          | Transkriptionen                            |
| 1950                  | - Orange Colored Sky |          | Radio-Aufnahme                             |
| 1959                  | - Meanwhile - I’m Tired of Writing Letters | D        | unveröffentlicht                           |